# القارة (حجة)

تعديل مصدري - تعديل

القارة هي إحدى قرى عزلة جبل عيان بمديرية حجة التابعة لمحافظة حجة، بلغ تعداد سكانها 573 نسمة حسب تعداد اليمن لعام 2004.